# Devlin
James Devlin, bättre känd mononymt som Devlin, född 7 maj 1989 i Bermondsey och uppvuxen i Dagenham i London, är en engelsk rappare och låtskrivare. Han var mellan 2010 och 2015 signad för Island Records och har även varit medlem i kollektiven O.T Crew och The Movement. Det sistnämnda kollektivet var bland andra Wretch 32, Scorcher och Ghetts medlemmar i.